# Mercury MTS
Das Mercury Mail Transport System ist ein Mailserver für POP, SMTP und IMAP. 

## Übersicht
Das modular aufgebaute System kann wahlweise über Kommandozeile oder eine grafische Oberfläche gesteuert werden. Der Vorteil des modularen Aufbaus ist, dass Anwender nur die Server-Module in Betrieb nehmen müssen, die wirklich benötigt werden. Eine Inhaltskontrolle zur Spambekämpfung und ein Mailinglisten-Modul (Listserver) sowie weitere Funktionen sind integriert. Über Plug-ins von Drittanbietern bietet Mercury auch Anti-Spam- und Anti-Virus-Funktionen.
Mercury unterstützt einige Besonderheiten des Mailclients Pegasus Mail vom selben Entwickler und arbeitet deshalb besonders gut mit diesem zusammen.

## Geschichte
Mercury gibt es bereits seit 1993. Die ursprüngliche Version für NetWare bedarf eines Smarthosts für die Verbindung mit dem Internet. Sie unterstützt auch IMAP nicht. Es gibt auch Versionen von Mercury für Microsoft Windows 3.x und MS-DOS. Die aktuelle Generation – Mercury/32 für Windows 9x und Windows NT – unterstützt NetWare weiterhin.

## Lizenz
Die Entwicklung von Mercury wurde im Januar 2007 kurzzeitig eingestellt und mit neuem Lizenzmodell wieder aufgenommen. Seitdem ist Mercury nur noch für wohltätige Organisationen, den Privatgebrauch oder eine zweimonatige Testphase kostenlos. Zuvor war nur für zusätzliche Handbücher Entgelt zu entrichten. 